# Aydın Karabulut
Aydın Karabulut (Berlino, 25 gennaio 1988) è un ex calciatore turco, di ruolo centrocampista.
Possiede il passaporto tedesco.

## Carriera

### Club
Ha giocato nella massima serie turca con Beşiktaş, Ankaraspor, Ankaragücü, Karabükspor, Göztepe, Elazığspor, Bursaspor e Sivasspor.

### Nazionale
Il 21 maggio 2014 ha esordito con la nazionale turca nell'amichevole vinta per 1-6 contro il Kosovo.

## Palmarès

### Club

#### Competizioni nazionali
- Supercoppa di Turchia: 1

Beşiktaş: 2006
- Coppa di Turchia: 2

Beşiktaş: 2006-2007, 2008-2009
- Campionato turco: 1

Beşiktaş: 2008-2009